# 泉大津出入口

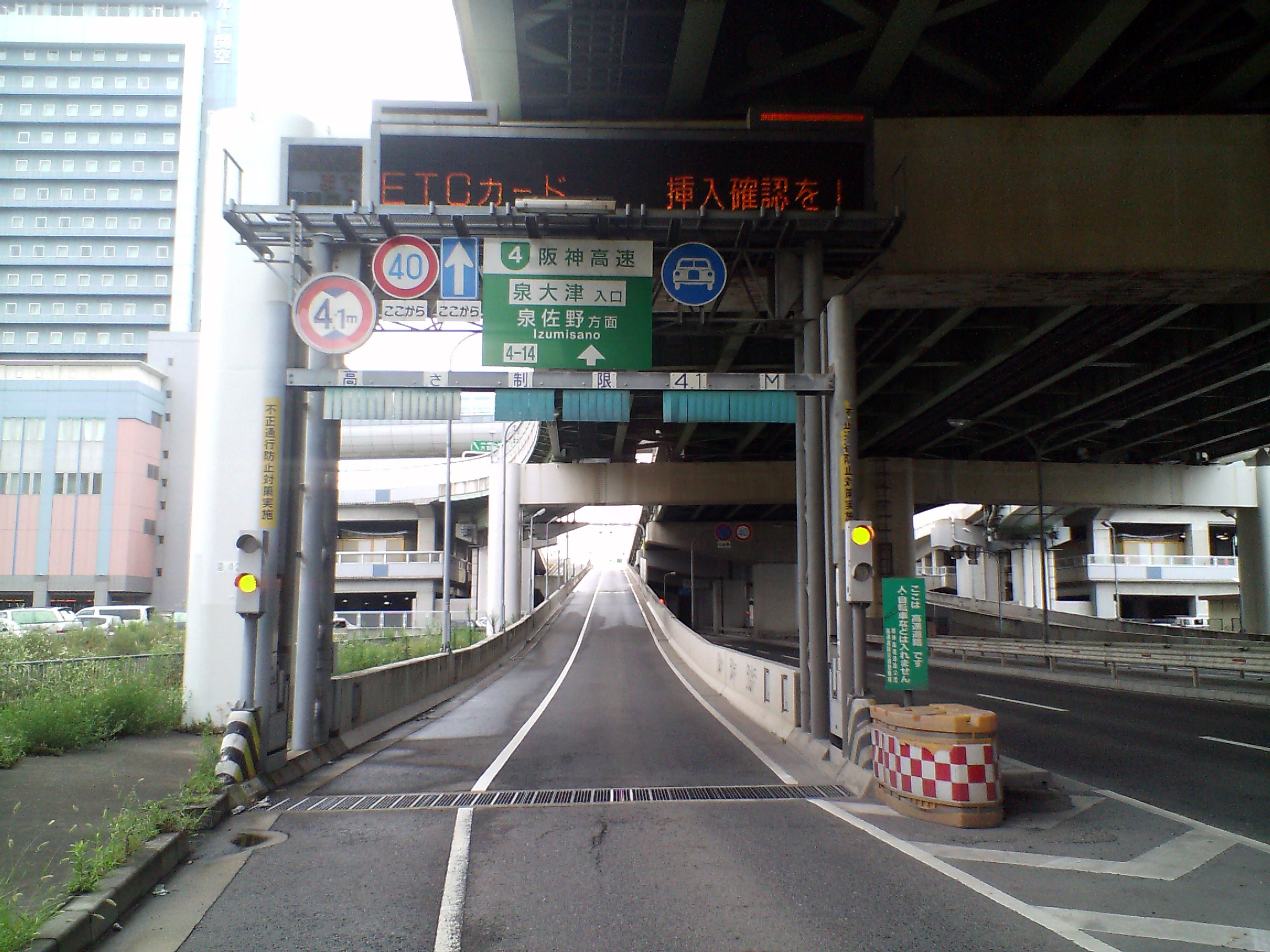
りんくう方面入口

泉大津出入口（いずみおおつでいりぐち）は、大阪府泉大津市にある阪神高速道路4号湾岸線の出入口。
天保山方面からのみ利用できる北側出入口と、りんくう方面からのみ利用できる南側出入口に分かれている。なお、南側出入口は泉大津PAに隣設している。
2021年（令和3年）5月29日午前0時、出口料金所が運用を終了した。翌5月30日午前1時30分に南行き入口の泉大津南行料金所が運用開始、同時に、北行き入口の泉大津入口料金所は 「泉大津北行料金所」 に名称変更された。
2023年（令和5年）3月1日から、北行き入口がETC専用となっている。

## 道路
- 阪神高速4号湾岸線(4-13,4-14)
  - 04-13北側出入口：入口は料金所がある。出口は料金所なし。
  - 04-14南側出入口：入口は料金所がある。出口は料金所なし。

## 料金所

### 泉大津（北行）料金所
- ブース数：2
  - ETC専用：1
  - サポート：1

### 泉大津（南行）料金所
- ブース数：1
  - ETC/一般：1

## 接続する道路
- 大阪府道29号大阪臨海線

## 周辺
- 大阪府警大阪水上警察署泉州警備派出所
- 泉大津市消防署
- 泉大津市民会館
- ホテルサンルート関空
- コーナン臨海泉大津店

## 隣
阪神高速4号湾岸線
(4-11)助松JCT/(4-12)助松出入口 - (4-13)泉大津出入口 - (4-14)泉大津出入口/PA - 泉大津TB（廃止）/泉大津大型専用PA（南行のみ） - (4-15,4-16)岸和田北出入口